# 340 (szám)
A 340 (római számmal: CCCXL) egy természetes szám.

## A szám a matematikában
A tízes számrendszerbeli 340-es a kettes számrendszerben 101010100, a nyolcas számrendszerben 524, a tizenhatos számrendszerben 154 alakban írható fel.
A 340 páros szám, összetett szám, kanonikus alakban a 22 · 51 · 171 szorzattal, normálalakban a 3,4 · 102 szorzattal írható fel. Tizenkettő osztója van a természetes számok halmazán, ezek növekvő sorrendben: 1, 2, 4, 5, 10, 17, 20, 34, 68, 85, 170 és 340.
Előállítható 2, 8, illetve 10 egymást követő prímszám összegeként (167 + 173 = 29 + 31 + 37 + 41 + 43 + 47 + 53 + 59 = 17 + 19 + 23 + 29 + 31 + 37 + 41 + 43 + 47 + 53 = 340), valamint a 4 egymást követő hatványainak összegeként (41 + 42 + 43 + 44 = 340).
A 340 négyzete 115 600, köbe 39 304 000, négyzetgyöke 18,43909, köbgyöke 6,97953, reciproka 0,0029412. A 340 egység sugarú kör kerülete 2136,28300 egység, területe 363 168,11075 területegység; a 340 egység sugarú gömb térfogata 164 636 210,2 térfogategység.